# Мітрідат, цар Понтійський
«Мітрідат, цар Понтійський» (італ. Mitridate, re di Ponto,  KV 87 [74a]) — музична драма (італ. dramma per musica) на 3 дії австрійського композитора Вольфганга Амадея Моцарта, італійське лібрето Ст. А. Чинья-Санті за трагедією Жана Расіна «Мітрідат» у перекладі Дж. Паріні. Прем'єра: Мілан, театр «Реджо дукале», 26 грудня 1770 року під керуванням автора.
Історія Мітрідата VI, царя Понтійського, мужнього борця з Римом, після того як трагедію про нього написав Расін, надихнула безліч композиторів. П'єса лягла в основу опер Франческо Араї, А. Кальдари, Ніколи Порпори, Д. Террадельяса, А. Саккіні, К. Ґаспаріні та ін. Опера була поставлена 26 грудня 1770 року в Мілані і мала величезний успіх.

## Дійові особи та перші виконавці
| Персонаж                      | Співочий голос    | Прем'єра, 26 грудня 1770 (Диригент: Вольфганг Амадей Моцарт) |
| ----------------------------- | ----------------- | ------------------------------------------------------------ |
| Мітрідат, цар Понту           | тенор             | Ґульєльмо д'Етторе                                           |
| Сифар, син Мітрідата          | сопрано (кастрат) | П'єтро Бенедетті (Сарторіно)                                 |
| Фарнак, старший син Мітрідата | альт (кастрат)    | Джузеппе Чіконьяні                                           |
| Аспазія, кохана Мітрідата     | сопрано           | Антоніна Бернасконі                                          |
| Ісмена, парфянська принцеса   | сопрано           | Анна-Франческа Варезе                                        |
| Арбат, губернатор Німфеї      | сопрано (кастрат) | П'єтро Мускетті                                              |
| Марцій, римський трибун       | тенор             | Ґаспар Бассано                                               |

## Короткий зміст опери
Мітрідат бореться з Римом за незалежність батьківщини. Він доручає своїм синам Сифару і Фарнаку турботу про Аспазію, на якій хоче одружитися. Приходить помилкова звістка про загибель Мітрідата. Обидва сина вступають у суперечку за Аспазію, яка любить Сіфара. Мітрідат повертається і дізнається про зраду Аспазія і синів. Фарнак до того ж подвійний зрадник: він вів таємні переговори з Римом. Мітрідат ув'язнює його у в'язницю, Аспазія повинна померти від отрути. Звільнений з ув'язнення Фарнак спокутує свою провину, борючись пліч-о-пліч з батьком проти римлян. Мітрідат здійснює самогубство, щоб уникнути поразки. Помираючи, він віддає Аспазія Сифару. Жителі Понта клянуться продовжувати війну з римлянами.

## Музика
«Мітрідат», написаний 14-річним Моцартом в Італії і розрахований на постановку в італійському театрі носить всі риси опери-серіа. Майстерність юного композитора, який за два місяці створив складну і багату партитуру, ні в чому не поступається творам прославлених майстрів.

### Склад оркестру
- 2 флейти, 2 гобоя, 2 валторни, струнна група, клавесин і віолончель (для речитативів)
- 2 тромбона в №1, №7, №10, №25
- 2 Фагота в №4, №22
- Валторна соло в №13

## Постановки опери
Опера знову з'явилася на сцені через двісті років після створення — на Зальцбурзькому фестивалі 1971 року. В останні десятиліття слід зазначити вистави в Екс-ан-Провансі (1983), Цюриху (1985) та Лондоні (1992).

## Вибрана дискографія
Виконавці представлені в такому порядку: Мітрідат/Аспазія/Сифар/Фарнак/Ісмена.
- Kolik Stanley/Meredith Zara /Edith Gabry /Brigitte Fassbaender /Ileana Cotrubas, Mozarteum Orchester Salzburg, con. Leopold Hager, 1970. Memories
- Giuseppe Sabbatini/Natalie Dessay/Cecilia Bartoli/Brian Asawa/Sandrine Piau, Orchestra: Les Talens Lyriques, con. Christophe Rousset, 1998. Decca

DVD:
- Геста Winbergh/Yvonne Kenny/Ann Murray/Anne Gjevang/Joan Rodgers, Concertus Musicus Wien, con. Nikolaus Harnoncourt, 1985. Deutsche Grammophon
- Richard Croft/Netta Or/Miah Persson/Bejun Metha/Ingela Bohlin, Orchestra: Les Musiciens du Louvre, con. Mark Германа Маньківського, 2006. Decca (074 3168)